# Paczyna
Paczyna (niem. Gross Patschin) – wieś sołecka w Polsce, położona w województwie śląskim, w powiecie gliwickim, w gminie Toszek.

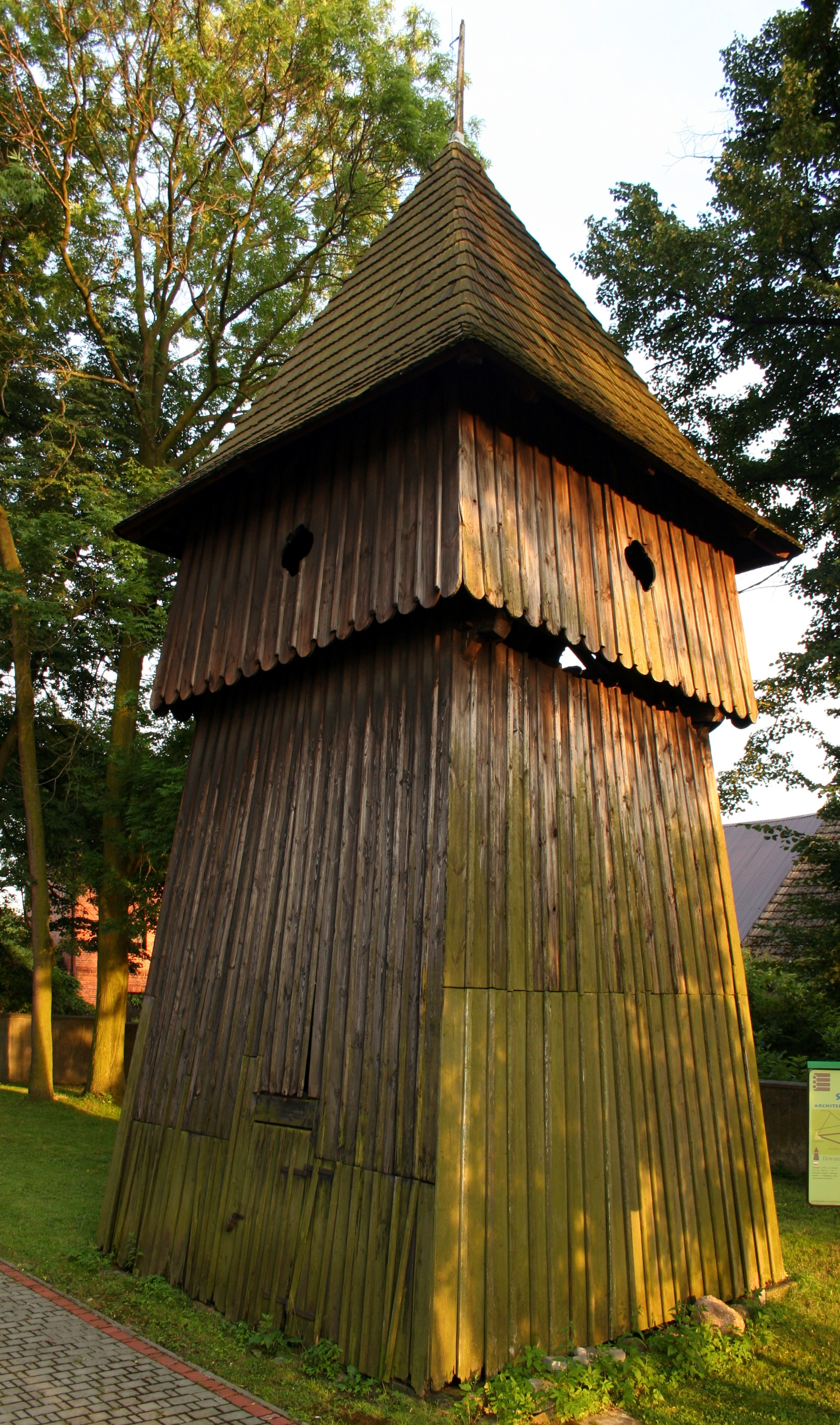
Zabytkowa drewniana dzwonnica przy kościele św. Marcina

W latach 1954–1972 wieś była siedzibą władz gromady Paczyna. W latach 1975–1998 wieś administracyjnie należała do województwa katowickiego.
Do sołectwa Paczyna należą Wrzosy.

## Nazwa
W księdze łacińskiej Liber fundationis episcopatus Vratislaviensis (pol. Księga uposażeń biskupstwa wrocławskiego) spisanej za czasów biskupa Henryka z Wierzbna w latach 1295–1305 miejscowość wymieniona jest w zlatynizowanej formie Pazhina maiori oraz parva Pazhina we fragmencie parva Pazhina solvitur decima more polonico.
W okresie hitlerowskiego reżimu w latach 1936–1945 w ramach germanizacji zmieniono nazwę miejscowości na całkowicie niemiecką Hartlingen.
| SIMC    | Nazwa  | Rodzaj    |
| ------- | ------ | --------- |
| 0222580 | Wrzosy | część wsi |

## Zabytki
W miejscowości znajdują się:
- szkoła podstawowa
- kościół Św. Marcina Biskupa
- zabytkowa drewniana dzwonnica
- stacja kolejowa na trasie Bytom – Wrocław Główny.

## Galeria

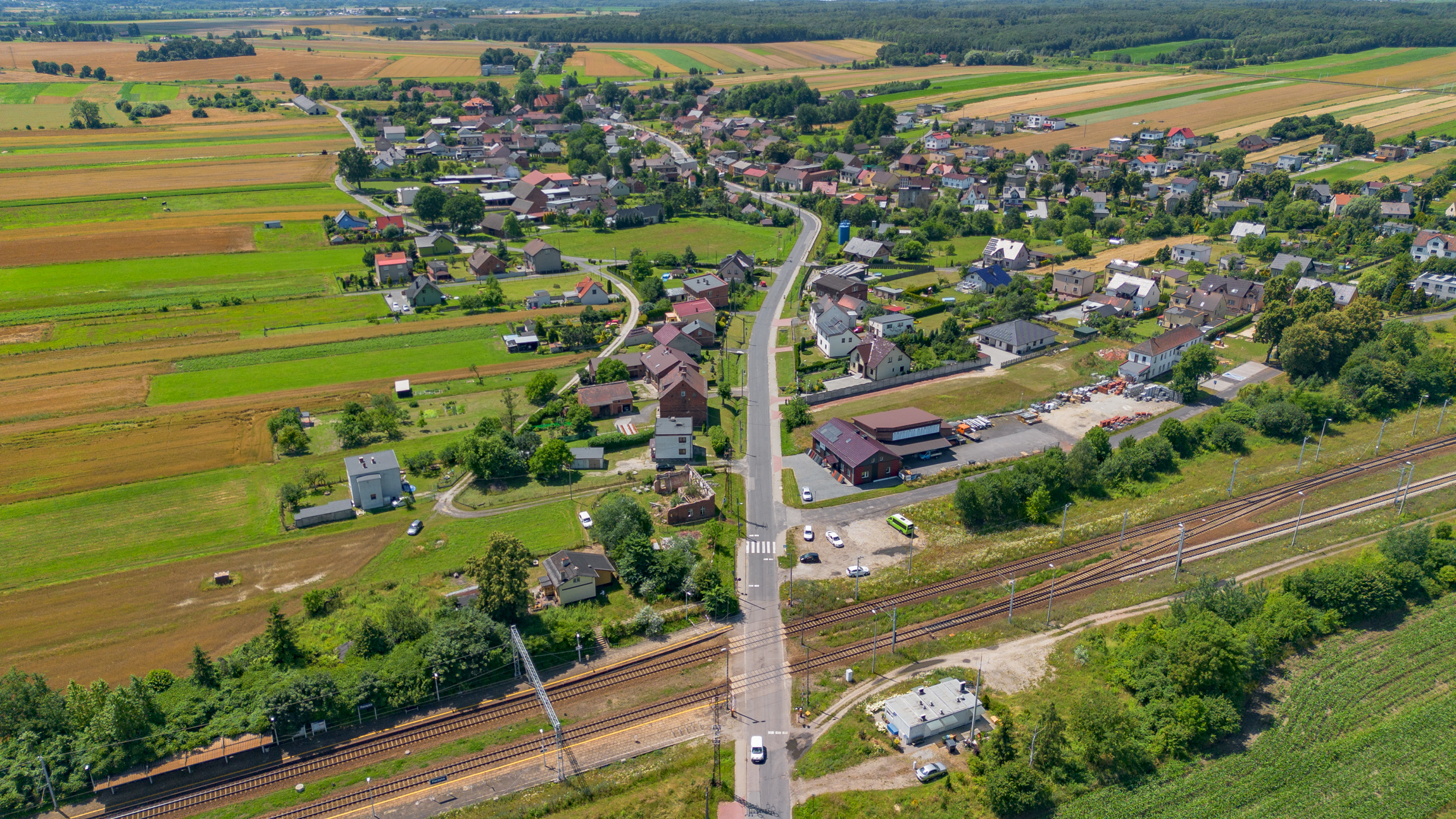
Panorama wsi.
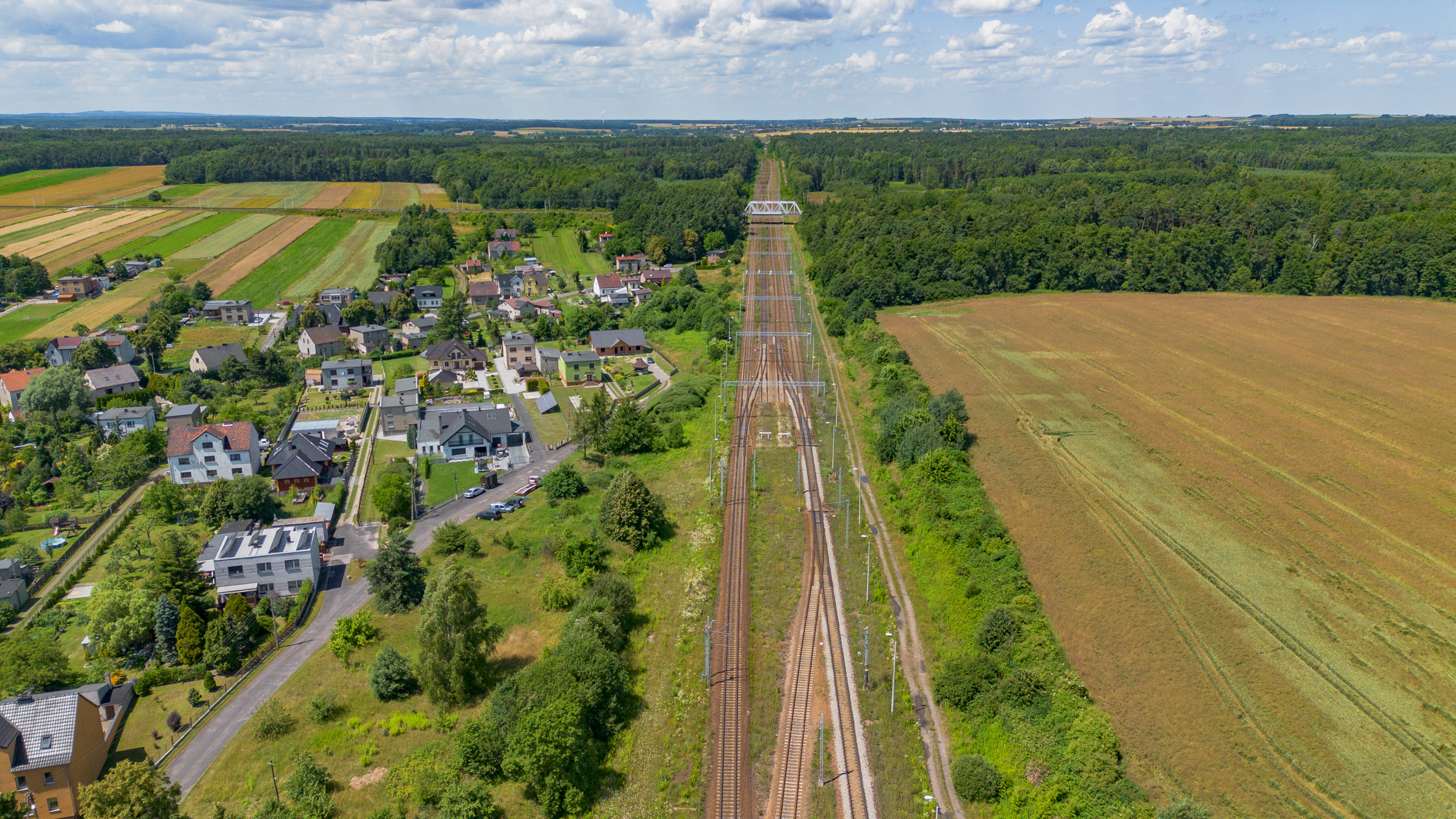
Paczyna, widok na linię kolejową 132 w kierunku Strzelec Opolskich.
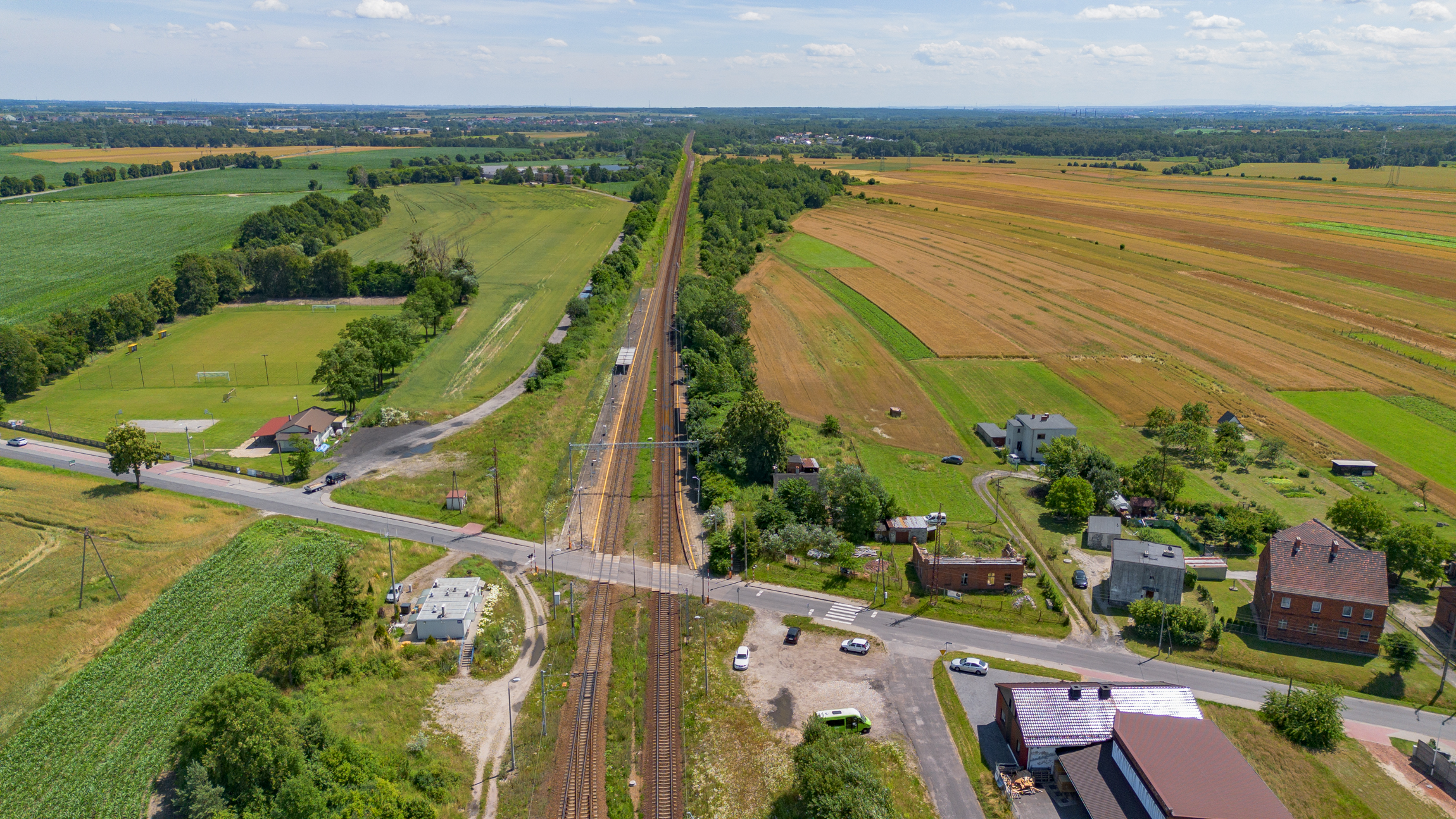
Paczyna, widok na linię kolejową 132 w kierunku Pyskowic.
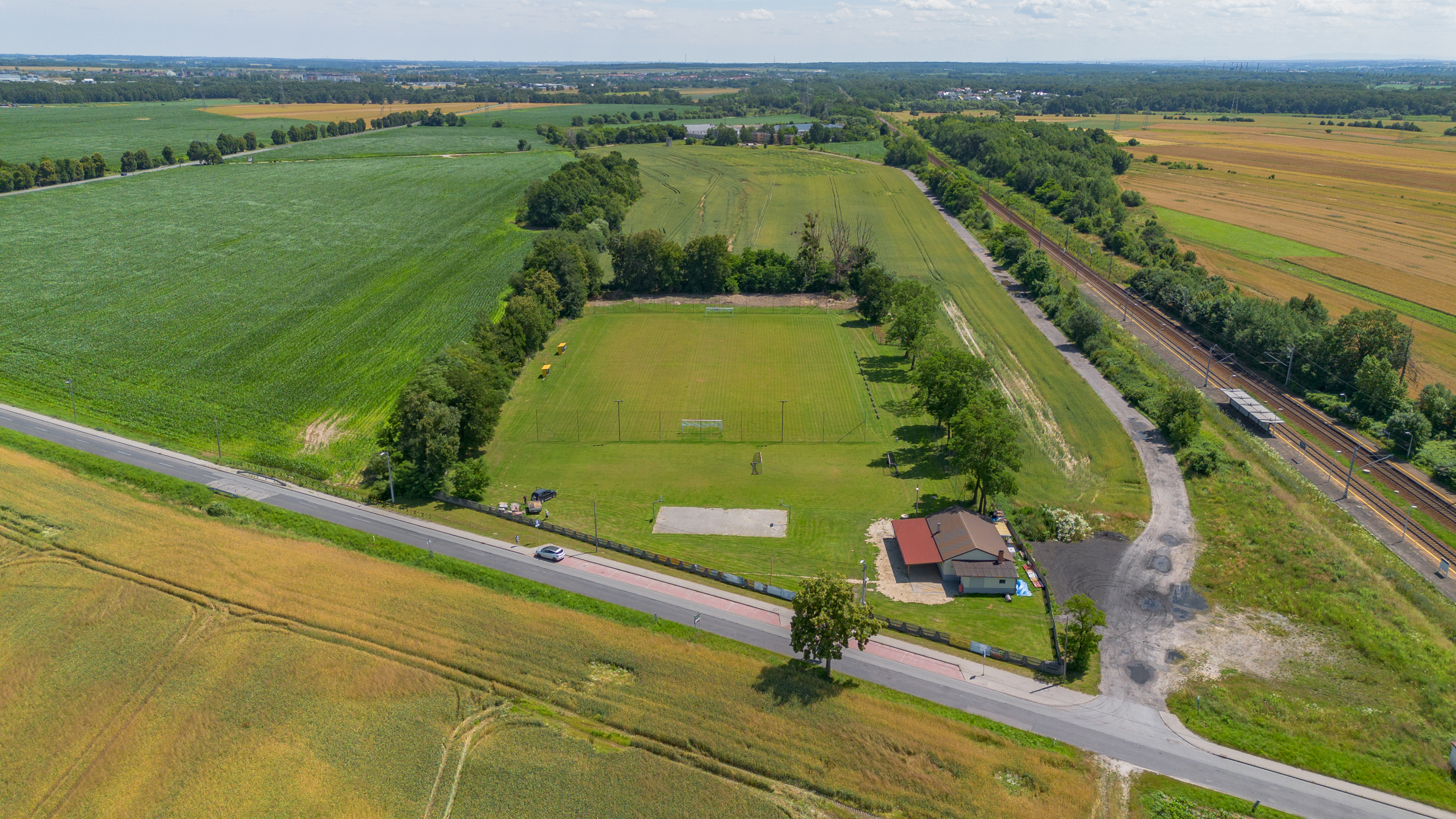
Paczyna, boisko.
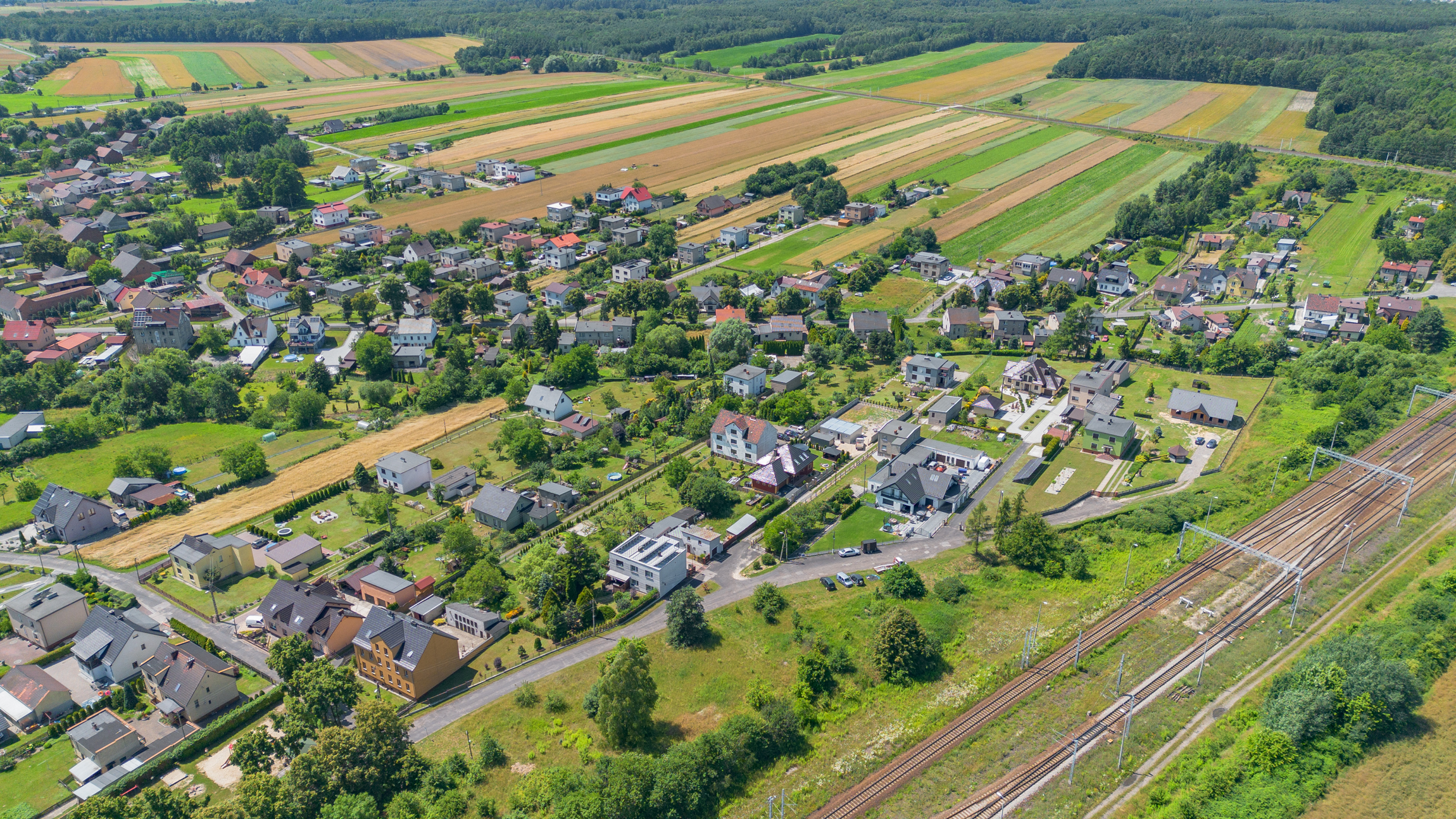
Panorama wsi.
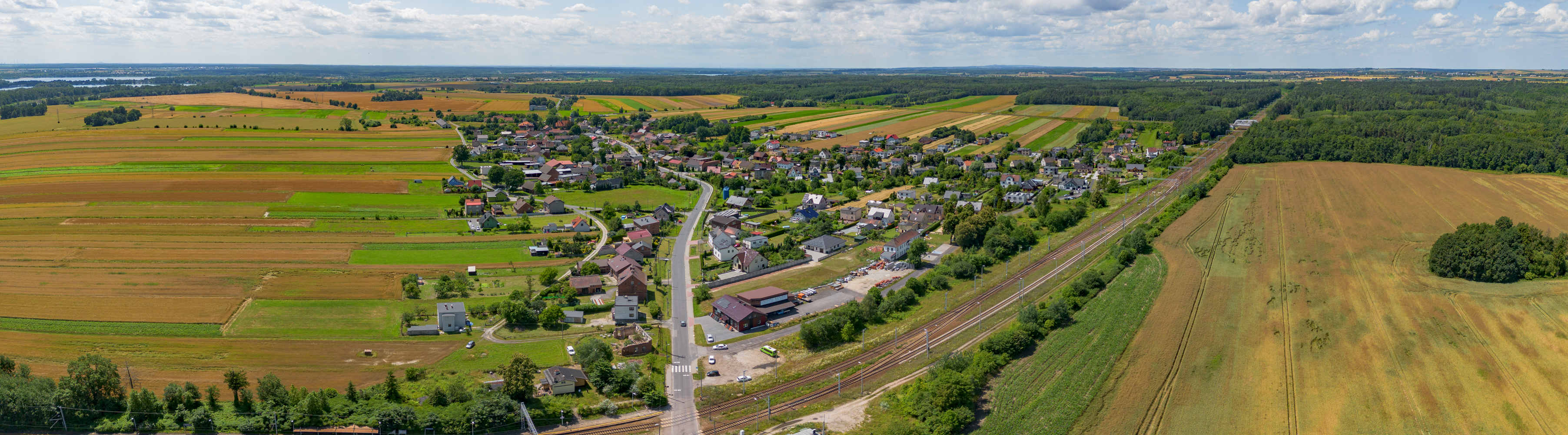
Panorama wsi.